# Max Nadler (Schauspieler)
Max Nadler (* 11. Oktober 1875 in München; † 3. Oktober 1932 ebenda) war ein deutscher Schauspieler und Regisseur.

## Leben
Nadler begann seine Bühnenlaufbahn 1894 am Stadttheater von Ingolstadt. Zum 1. April 1897 wechselte er ans Hoftheater in München, dem er bis zu seinem Tode 35 Jahre später angehören sollte.
Nadlers Fach waren zumeist komische und ernste Chargen; bevorzugt wurde er in volkstümlichen Stücken mit bajuwarischem Anstrich von Ludwig Anzengruber und Ludwig Thoma eingesetzt. Nadler hat auch als Regisseur gearbeitet, vorwiegend für die Weiß-Blau-Film Elisabeth Nadler (1920–1922). Dort bewies er „eine leichte Hand, sicheres Stilgefühl und guten Geschmack“. Er starb „an einer von einer Zahnerkrankung ausgehenden Sepsis“.
Seine Heimatstadt München ehrte ihn mit der Benennung einer Straße im Stadtteil Bogenhausen.

## Filmografie
- 1920: Der Totenkopf (Darsteller, Regie)
- 1922: Die vierzig Sterbenden (Darsteller, Regie)
- 1923: Unter Blutschuld (Regie)
- 1931: Zwei in einem Auto
- 1932: Die verkaufte Braut